# Правова система Кувейту
Правова система Кувейту – правова система, що функціонує у Кувейті. Носить змішаний характер, у ній тісно переплітаються елементи мусульманської та романо-германської правових систем

## Загальна характеристика
Правова система Кувейту формується з середини XX ст, під час перебування його під протекторатом Великої Британії, та з проголошенням незалежності в 1961 році.

Згідно з Конституцією Кувейту (стаття 2) шаріат є головним джерелом законодавства.  
Релігія Ісламської Держави і Ісламський Шаріат є основними джерелами законодавства.— Стаття 2 Конституції Кувейту
Мусульманське право перш за все регулює стосунки особистого статусу, коли як більшість галузей права регулюється законодавством романо-германського типу. 
Згідно зі статтею 1 (2) Цивільного кодексу Кувейту при відсутності законодавчих норм судді мають виносити рішення у відповідності зі звичаєм, а при відсутності такого звичаю- у відповідності до принципів мусульманського права (фікха), що найбільш повно відповідають умовам та інтересам країни.
В той же час, в більшості інших галузей права значне місце займають норми романо-германської правової системи.
Процес «вестернізації» в державі почався з прийняттям урядом Кувейту в 1960р ряду кодексів, таких як: Цивільний і торговий процесуальний, Кримінальний процесуальний кодекс, Кримінальний, Торговий. За основу цих актів були взяті відповідні єгипетські зразки, що в свою чергу були запозичені з французької правової системи.
Велику роль у формуванні правової системи Кувейту відіграло законодавство. В 60-ті роки ХХ століття законів було прийнято чимало. Закон про комерційні компанії 1960 року, Закон про колізійне право 1961 року, Закон про цивільні делікти 1961 року, Закон про страхування 1961 року, Закон про патенти, промислові зразки та товарні знаки. 
В 1980 році уряд Кувейту прийняв Цивільний кодекс, який також був досить «європеїзованим» завдяки запозиченню з єгипетського законодавства.
Проте, норми і принципи мусульманського права здійснюють вплив на конституційне законодавство та сформовану в Кувейті форму правління.

## Цивільне та суміжні з ним галузі права
Цивільне право Кувейту, як і вся правова система носить змішаний характер. Питання особистого статусу (шлюбно-сімейні і спадкові) досить довго були некодифікованими. Тільки в 1984 році був прийнятий Кодекс особистого статусу. Кодекс особистого статусу заснований на положеннях малікітської школи фікху (мусульманська правова доктрина). Утім використовується і доктрина джафаритської школи - нею послуговуються шиїти Кувейту (близько 30% населення). Згідно з Кодексом особистого статусу, питання особистого статусу регулюються мусульманським правом, а всі інші інститути належать романо-германській правовій традиції. 
У цей час активно розвивалося торгове право та економічне законодавство. При їх створенні досить широко використовувалася практика європейських країн. Торговий кодекс Кувейту був прийнятий в 1961 році за французьким зразком. Поряд з ним діє ціла низка актів: Закон про комерційні компанії 1960 року, Закон про патенти, промислові зразки та товарні знаки 1962 року. 
Уряд активно регулює економічні процеси в країні, прагнучи перетворити Кувейт на індустріальну капіталістичну державу. Починаються заохочуватись іноземні інвестиції. Іноземцям надавались досить широкі права, вони могли володіти чи орендувати майно, нерухомість чи будь-яку іншу власність для комерційних, промислових цілей чи особистого користування. В Кувейті створено ряд вільних торговельних та промислових зон, в яких дозволено створення офшорних банківських установ іноземними банками.
Починаючи з 1990 року в країні активно впроваджується програма приватизації. Регулювання національної економіки в Кувейті здійснюється в суворій відповідності з ісламськими принципами, котрі ставлять загальне благо вище приватних інтересів, що має відображення в низці нормативно-правових актів, наприклад згідно з Конституцією Кувейту (стаття 21) природні ресурси та всі доходи від них є власністю держави.
Природні ресурси і дохід, який вони приносять, є власністю Держави. Вона забезпечує їх збереження і належне використання в інтересах Державної безпеки і національної економіки.— Стаття 21 Конституції Кувейту

## Кримінальне та кримінальне процесуальне право
В 1960 році був прийнятий Кримінальний кодекс Кувейту. Цей кодекс за своєю природою був побудований на запозиченні французького кримінального законодавства, але з певними змінами, які суперечили практиці європейських країн. Так, наприклад, КК допускав, що дії, які вважалися злочинами згідно мусульманського права, можуть бути покарані санкціями, що були ним встановлені. 
Згідно з Кримінальним кодексом за злочини проти держави, які включали в себе посягання на життя та свободу Еміра чи принца крові, а також спроби насильницького повалення державного уряду караються смертю. Також смертна кара є обов’язковою мірою покарання за умисне вбивство.
Кримінальний процес, так як і кримінальне право в Кувейті знаходиться під впливом мусульмансько-правових концепцій, покладених в основу Кримінального процесуального кодексу 1980 року. В той же час в Кувейті є визнаним ряд загальнодемократичних цінностей кримінального судочинства.  Згідно з Конституцією судові процеси мають бути відкритими, тільки якщо суд не вирішить, що відкрите слухання було б пагубним для суспільної моралі та порядку, чи коли справа стосується приватних спорів і обидві сторони потребують проведення закритого судового слухання. Суддя має виносити рішення на основі кодифікованого права. При відсутності відповідної норми, рішення має бути основаним на авторитетних джерелах мусульманського права.

## Судова система
Згідно зі статтею 54 частини 4 Конституції Кувейту судова влада є незалежною, відкритою (за виключенням деяких випадків, див. розділ «Кримінальне та кримінальне процесуальне право»), доступною і самостійною. Вона функціонує на основі ісламських норм та звичаїв. 
Судова влада належить судам, які будуть здійснювати її від імені Еміра, керуючись Конституцією. — Стаття 54 Конституції Кувейту
В період британського протекторату (до 1961 року) в Кувейті поряд з ісламськими шаріатськими судами діяли різноманітні світські судові органи, такі як комітети по трудовим спорам, торгові комітети, апеляційні комітети при департаменті загальної безпеки та суди, що займалися виключно іноземцями. 
В 1959 році був прийнятий закон Про організацію судочинства, який встановив в країні єдиний судоустрій.
На даний момент судоустрій Кувейту регулюється законом 1990 року Про правосуддя. Згідно цього закону, судова система Кувейту складається з 4 рівнів: суди першої інстанції, сумарні суди, апеляційний суд та касаційний суд. Суди кожної інстанції складаються з декількох секцій (палат), кожна з яких спеціалізується на окремій групі справ: особистого статусу (мають 3 підсекції: для сунітів, шиїтів та немусульман) , кримінальні, цивільні, торгові, адміністративні.
Вищою судовою інстанцією є Касаційний суд, що складається з 5 суддів, суддівські посади якого займають судді-Кувейтці, які обираються на посади безстроково, та судді-іноземці, що приймаються на роботу за контрактом, який необхідно поновлювати кожні 1-3 роки. За поданням Вищої судової ради Емір призначає суддів Касаційного та Конституційного судів.
Питаннями стосовно зняття суддів з посад, призначення їх на посади, перевірки їхньої кваліфікації та відповідності обійманій посаді та іншими кадровими питаннями займається Вища судова рада.
Судді всіх інстанцій мають знати мусульманське право та відповідати ряду вимог, висунутими Вищою судовою радою.
Суди першої інстанції складаються з власне судів першої інстанції та мирових судів. Рішення, що були винесені судами першої інстанції можуть бути оскаржені судами вищих інстанцій. До 1995 року рішення могли виноситися одним суддею, після 1995- трьома. До компетенції мирових судів належать цивільні справи та дрібні комерційні справи. 
Рішення справи судів першої інстанції може бути оскаржене в Апеляційному суді. Проте, інколи справи можуть направлятися сюди напряму. Слухання справи проходить у складі трьох суддів.
Після вироку Апеляційного суду, рішення може бути оскаржене в Касаційному суді. Матеріали справи перегляду в Касаційному суді не підлягають, Касаційний суд переглядає рішення на відповідність правовим нормам. 
Інститут конституційного контролю в Кувейті має свої особливості, що відображають ісламський характер всієї правової системи. Конституційний суд розглядає на відповідність Конституції закони, що були прийняті Еміром та Національною Асамблеєю.